# باوربومب

مثالا على حركة باوربومب بالرسوم متحركة

باوربومب (بالإنجليزية: Powerbomb)‏ هي إحدى الحركات التي تستخدم في مصارعة المحترفين حيث يقوم المصارع بحمل خصمه ورفعه أعلى أكتافه وألقى به. وتعتبر من الحركات القاضية  لدى بعض المصارعين مثل باتيستا.